# 加藤友三郎
加藤 友三郎（かとう ともさぶろう、旧字体：加藤󠄁 友三郎、1861年4月1日〈文久元年2月22日〉- 1923年〈大正12年〉8月24日）は、日本の海軍軍人、政治家。位階は正二位。勲等は大勲位。功級は功二級。爵位は子爵。最終階級は没後元帥海軍大将。
日露戦争で連合艦隊参謀長（日本海海戦時、第一艦隊参謀長兼任）、ワシントン会議で日本首席全権委員を務める。海軍大臣（第8代）、内閣総理大臣（第21代）を歴任し、山梨軍縮やシベリア出兵撤兵を成し遂げた。

## 概説
海軍軍人として、海軍省の次官や呉鎮守府司令長官、第一艦隊司令長官などを歴任した。その後、第2次大隈内閣をはじめ、寺内内閣・原内閣・高橋内閣・加藤友三郎内閣と5つの内閣で海軍大臣を務めた。1921年（大正10年）から1922年（大正11年）にかけて、ワシントン会議に出席した。没後、元帥海軍大将。
1922年（大正11年）には内閣総理大臣に就任したが、翌年、在職のまま死去した。外務大臣の内田康哉が内閣総理大臣臨時兼任として加藤友三郎内閣を差配し、後任の内閣総理大臣が任命されるまで政権を運営した。
同じく海軍大将であった加藤隆義は養子。
「小林躋造海軍大将と早川幹夫海軍中将（両者は兄弟）は、加藤友三郎の甥である」とする書物もあるが、誤りである。

## 生涯

### 海軍軍歴と入閣

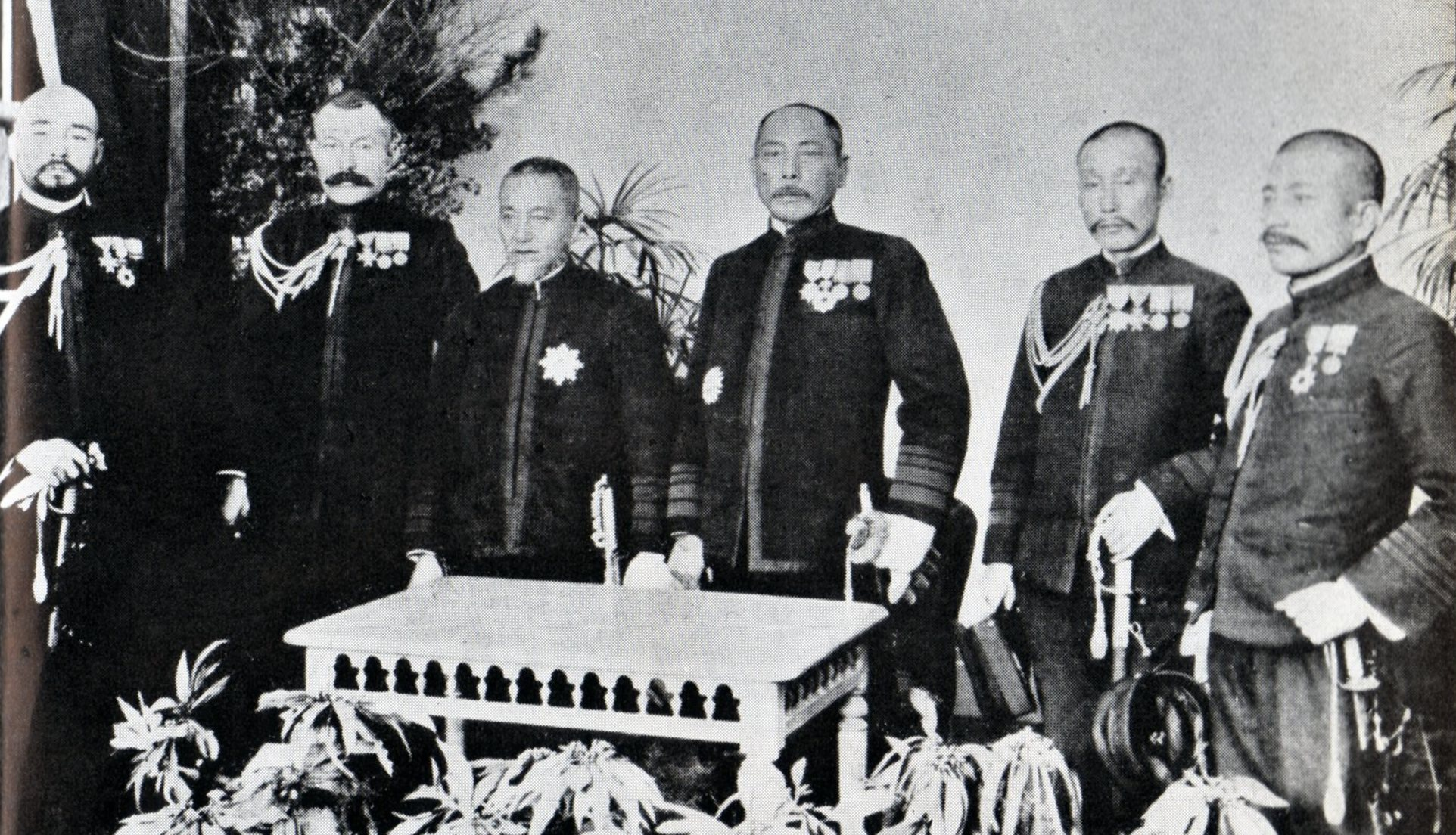
連合艦隊幹部。右から秋山真之、加藤友三郎、上村彦之丞、東郷平八郎、島村速雄、舟越楫四郎

広島藩士、加藤七郎兵衛の三男として広島城下大手町（現：広島市中区大手町）に生まれる。父・七郎兵衛は家禄13石の下級藩士だが、学識があり頼聿庵らと共に藩校の教授を務めた人物であった。
幼年期に広島藩校学問所・修道館（現：修道中学校・高等学校）で山田十竹らに学び、1884年（明治17年）10月、海軍兵学校7期を首席の島村速雄に次いで次席で卒業。1888年（明治21年）11月、海大甲号1期学生。
日清戦争に巡洋艦「吉野」の砲術長として従軍、「定遠」「鎮遠」を相手として黄海海戦に大いに活躍した。
日露戦争では、連合艦隊参謀長兼第一艦隊参謀長として日本海海戦に参加。連合艦隊の司令長官・東郷平八郎、参謀長・加藤、参謀・秋山真之らは弾丸雨霰の中、戦艦「三笠」の艦橋に立ちつくし、弾が飛んできても安全な司令塔には入ろうとせず、兵士の士気を鼓舞した。
その後、海軍次官、呉鎮守府司令長官、第一艦隊司令長官を経て、1915年（大正4年）8月10日、第2次大隈内閣の海軍大臣に就任。同年8月28日、海軍大将に昇進。以後、加藤は寺内・原・高橋と3代の内閣にわたり海相に留任した。

### ワシントン会議

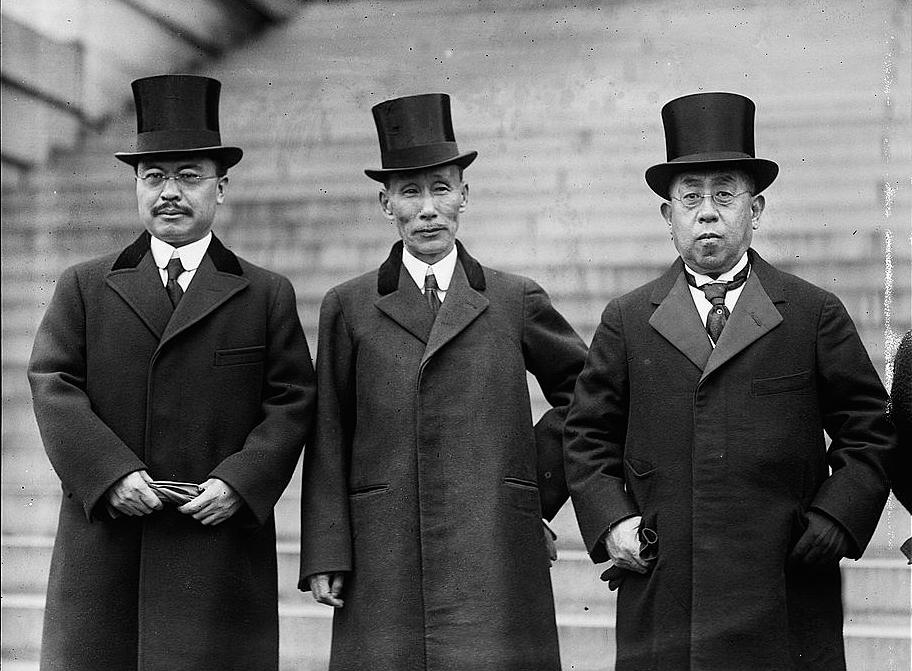
ワシントン軍縮会議前の全権大使。左から幣原喜重郎・加藤友三郎・徳川家達

1921年（大正10年）のワシントン会議には日本首席全権委員として出席。会議に向けて出発する際、当時の原敬首相より「国内のことは自分がまとめるから、あなたはワシントンで思う存分やってください」との確約を得た。
全権代表として会議に臨んだ加藤を、各国の記者などはその痩身から「ロウソク」と呼んで侮っていたが、当時の海軍の代表的な人物であり「八八艦隊計画」の推進者でもあった彼が、米国発案の「五五三艦隊案」を骨子とする軍備縮小にむしろ積極的に賛成したことが「好戦国日本」の悪印象を一時的ながら払拭し、彼は一転して「危機の世界を明るく照らす偉大なロウソク」「アドミラル・ステイツマン（一流の政治センスをもった提督）」と称揚されたという。
米国案の五・五・三の比率受諾を決意した加藤は、海軍省宛伝言を口述し、堀悌吉中佐（当時）に次のように筆記させている。

### 首相在任・最期

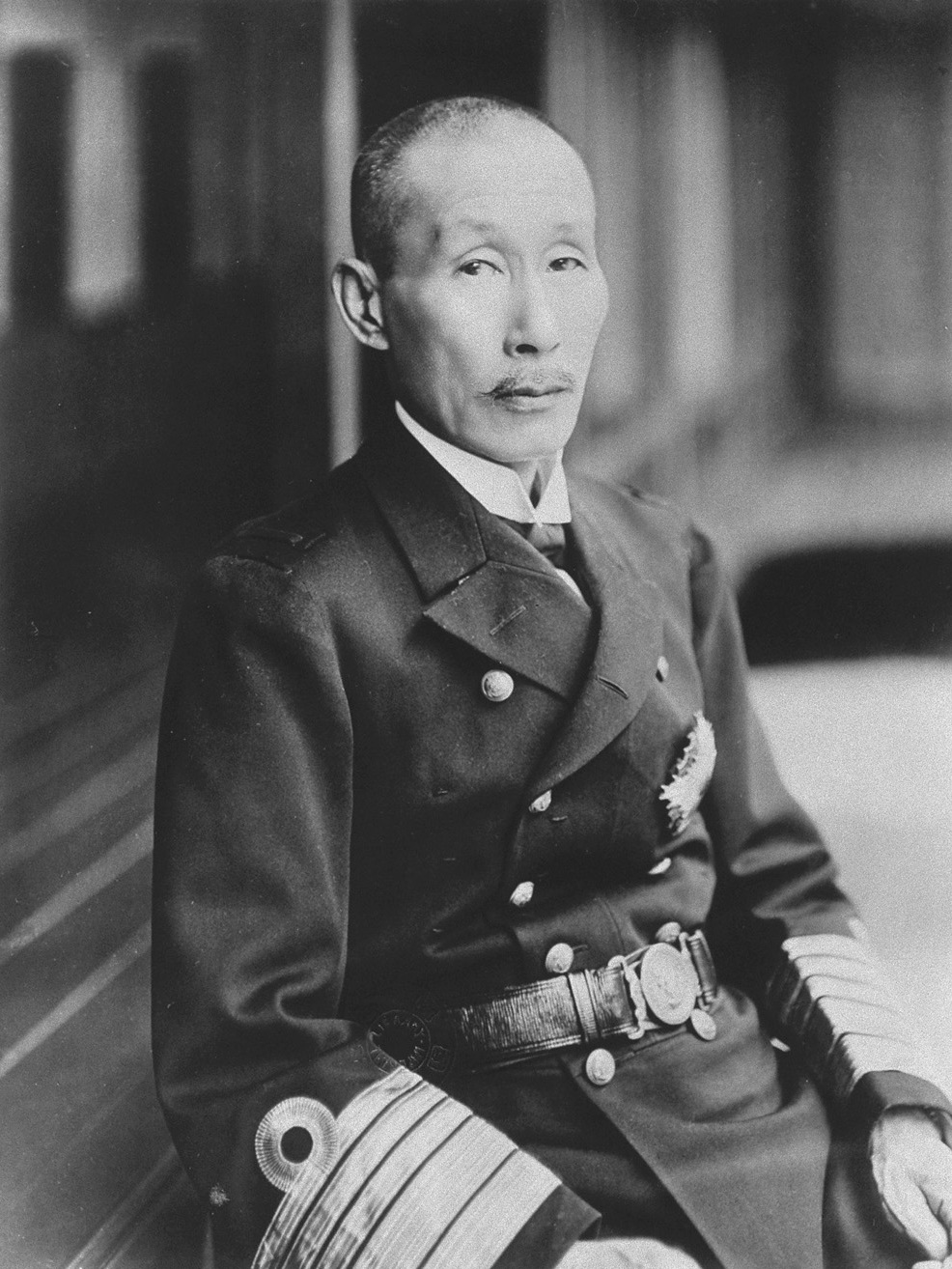
加藤友三郎

1922年（大正11年）6月12日、加藤友三郎内閣が発足した。しかし1923年（大正12年）8月24日、首相在任のまま大腸ガンの悪化で青山南町の私邸で臨終を迎えた。享年63（公表では8月25日）。そのため、外相・内田康哉が内閣総理大臣を臨時兼任したものの、その8日後に関東大震災が発生し、日本は「首相不在」という異常事態の中でこの大災害を迎えることとなった。
海軍でも1、2の酒豪で知られ、総理在任中も飲み過ぎで大腸ガンに罹り他界したのでは、とまでいわれた。その加藤の亡骸は、元帥府に列せられ、海軍葬に付せられることになった。現在、東京都港区の青山霊園を墓所として埋葬されている。
加藤は女婿の船越隆義を養子に迎え入れようとするも生前は果たせず、隆義は1923年（大正12年）11月20日戸籍上の手続きを完了して加藤家の家督を相続し、同年12月10日襲爵の沙汰を得て子爵となっている。
1935年には広島市南区の比治山公園に元帥刀に手をかけて立つ姿の銅像（高さ約4m）が建てられた。しかし、太平洋戦争時の金属類回収令で供出。銅像と由来の碑ともに取り除かれ石造の土台部分のみが残っている。2008年、広島市中区の広島市中央公園内に、ワシントン軍縮会議時のフロックコート姿の加藤の銅像が新しく建立され、没後85年にあたる2008年（平成20年）8月24日に除幕式が行われた。大手町第二公園には生家があった事を示す石碑があり、2015年(平成27年)2月22日石碑の横に加藤についての説明板が設置された。また、2020年（令和2年）12月6日には、かつての呉鎮守府司令長官官舎である入船山記念館の前に、呉鎮守府司令長官当時の大礼服姿の銅像が建立された。銅像台座にある銘板を揮毫した第30代海上幕僚長・杉本正彦は、第36代呉地方総監でもある。

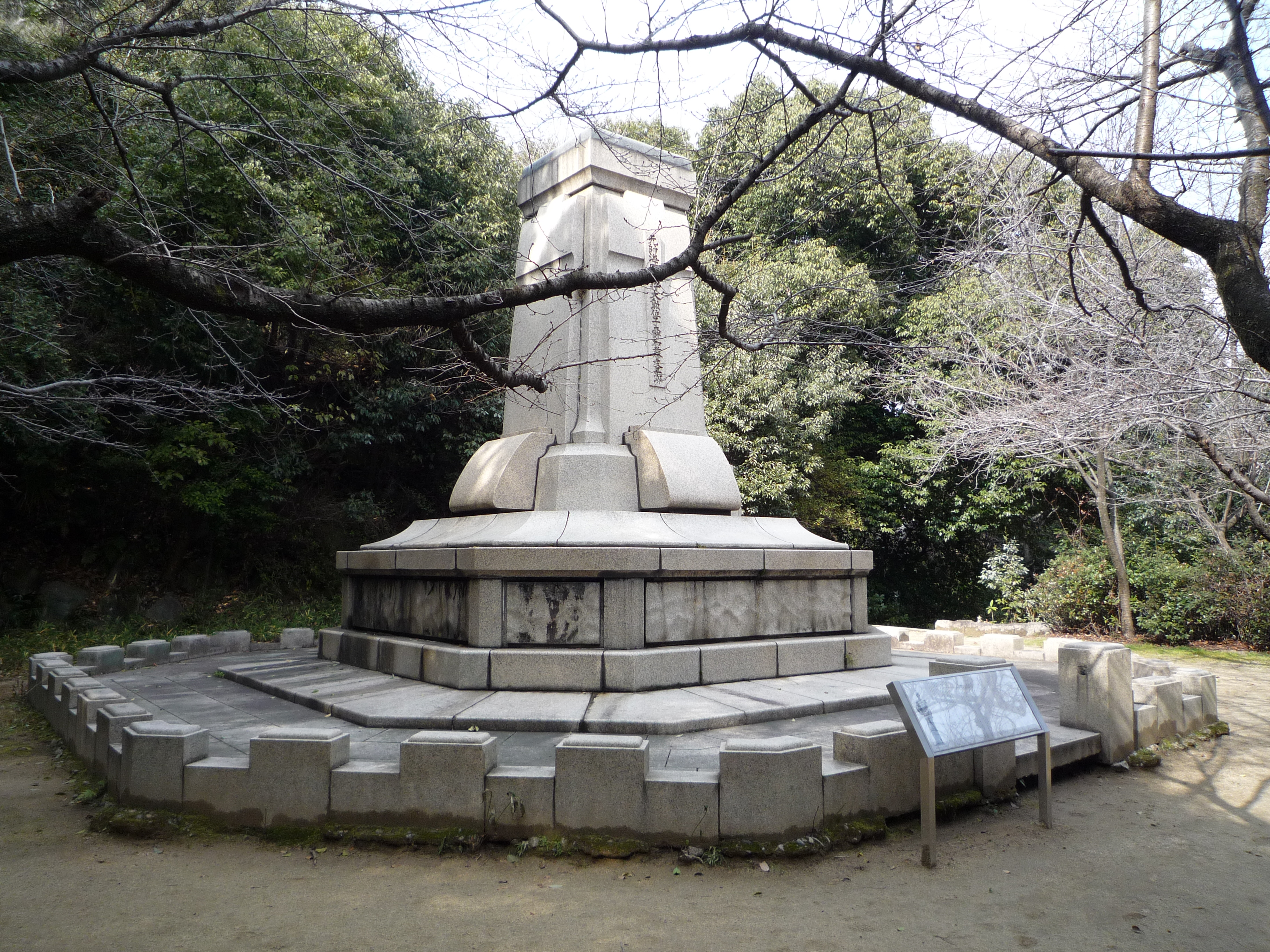
比治山の加藤友三郎像跡
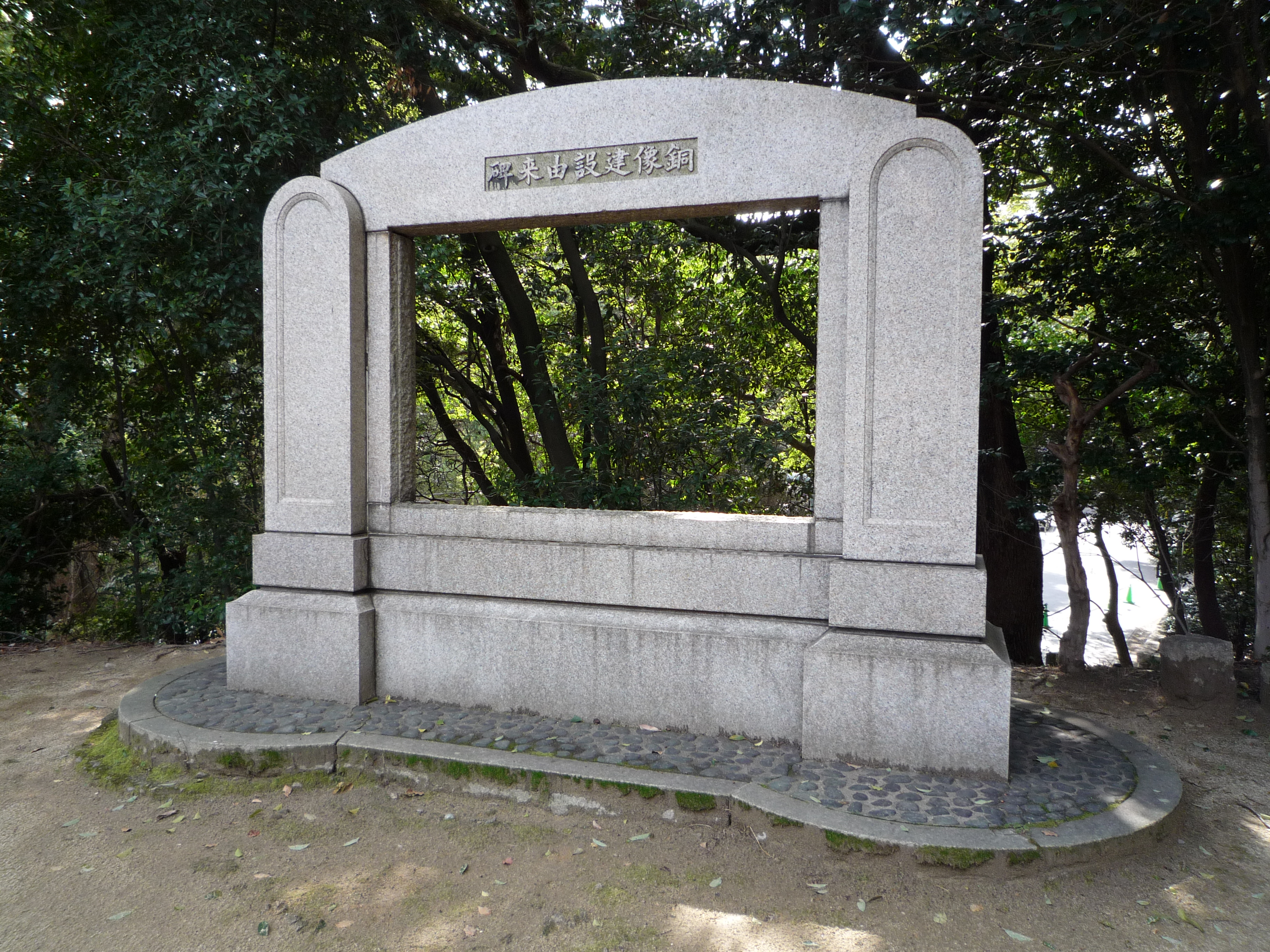
比治山の由来の碑
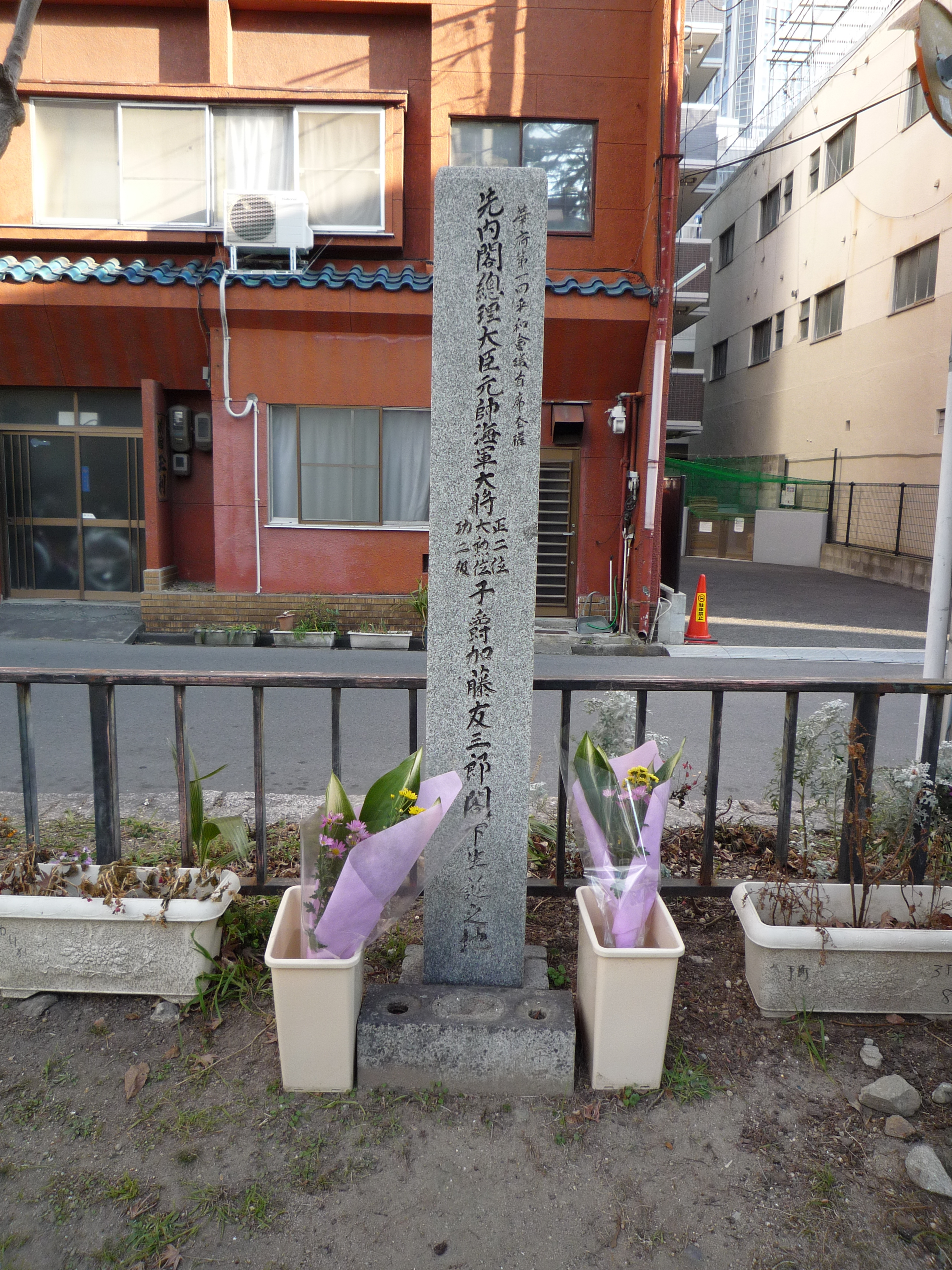
加藤友三郎生家の碑
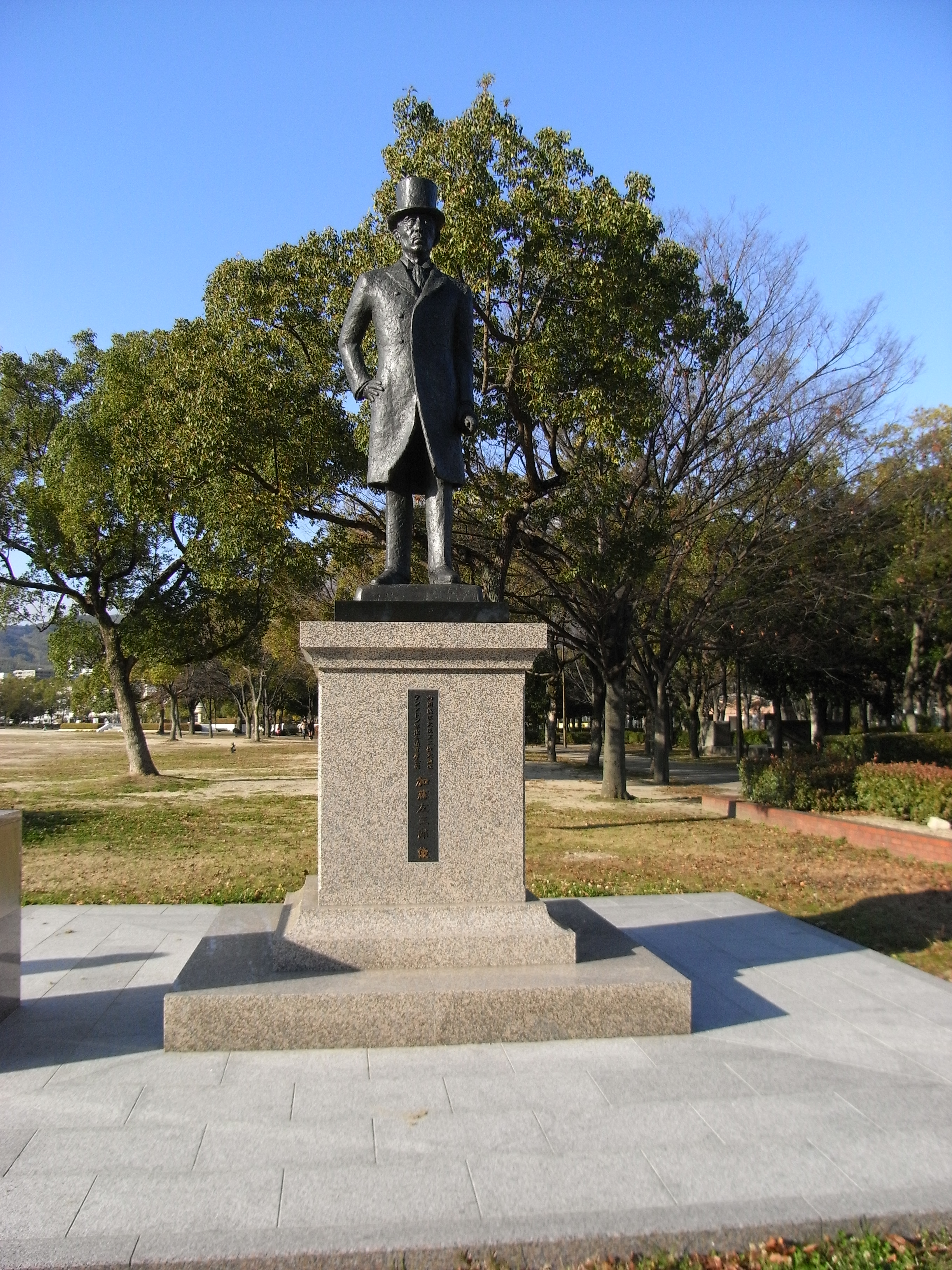
広島市中央公園の加藤友三郎像
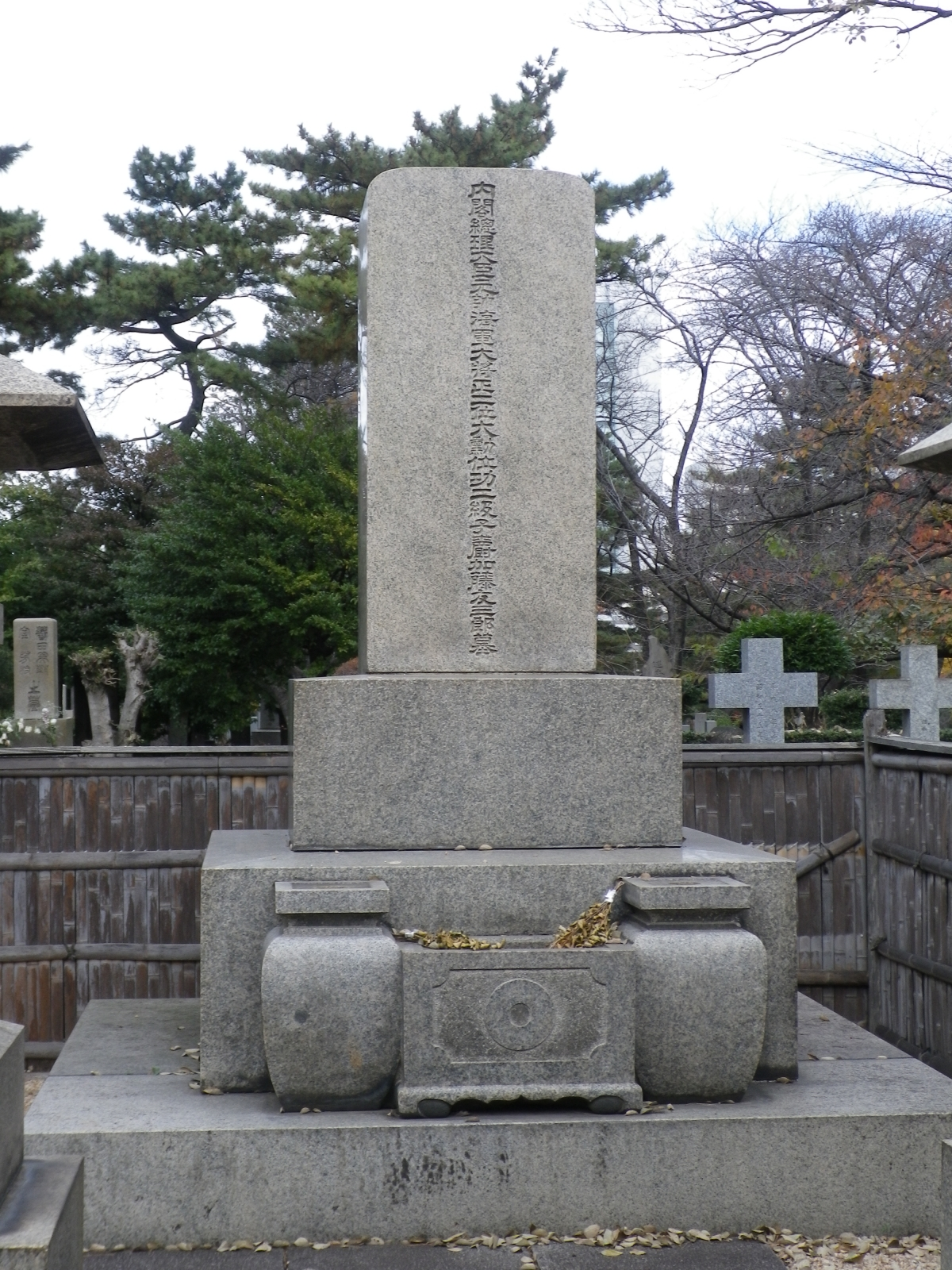
加藤友三郎の墓

## 年譜

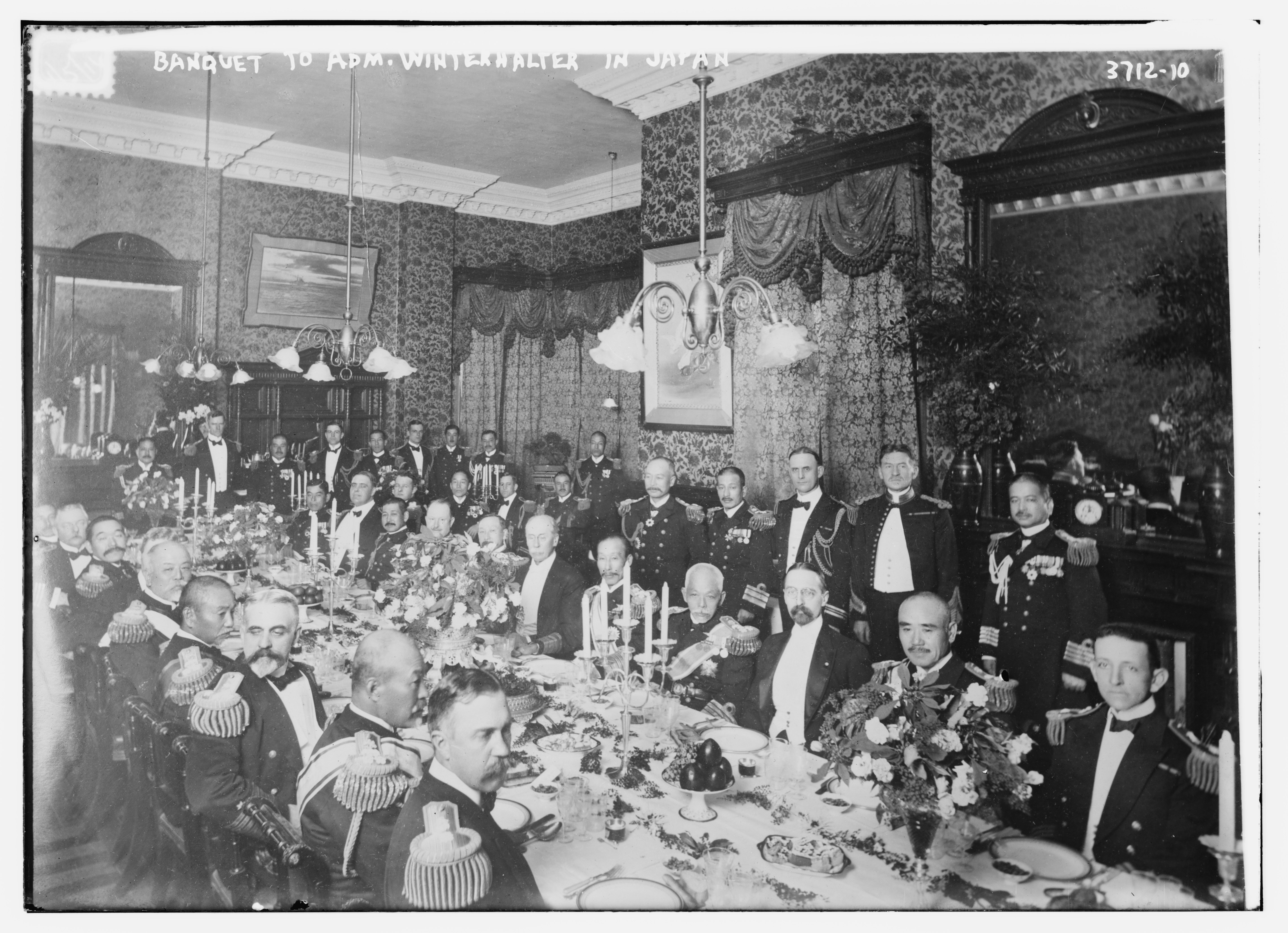
米国アジア艦隊司令官Albert Gustav Winterhalter (1856-1920)の歓迎会での加藤友三郎（中央右から5番目）。1916年

- 1873年（明治6年）- 10月27日 海軍兵学寮（後の海軍兵学校）に入学
- 1883年（明治16年）- 11月2日 海軍少尉に任官
- 1884年（明治17年）- 10月6日 海軍兵学校卒業（7期）卒業成績30人中2番
- 1886年（明治19年）- 12月21日 海軍大尉に進級
- 1888年（明治21年）- 11月15日 海大甲号1期学生
- 1889年（明治22年）- 7月29日 海大甲号1期卒業
- 1891年（明治24年）- 10月20日 防護巡洋艦「吉野」回航委員
- 1893年（明治26年）- 6月7日 免 造兵監督官、補 吉野砲術長[4]
- 1895年（明治28年）- 2月26日 海軍少佐に進級
- 1896年（明治29年）- 11月17日 海軍大学校教官
- 1897年（明治30年）- 12月1日 海軍中佐に進級
- 1898年（明治31年）- 10月1日 巡洋艦「筑紫」艦長
- 1899年（明治32年）- 9月29日 海軍大佐に進級、11月7日 高等教育会議議員[5]
- 1900年（明治33年）- 6月22日 兼補 海軍省軍務局第二課長[6]、7月3日 港湾調査会委員[7]、9月7日 兼補 海軍臨時建築部部員[8]
- 1901年（明治34年）- 2月9日 免兼 海軍省軍務局第二課長[9]、2月21日 港湾調査会委員 被免[10]
- 1903年（明治36年）- 11月10日 補 海軍省軍務局局員[11]、12月28日 第二艦隊参謀長
- 1904年（明治37年）- 9月1日 海軍少将に進級
- 1905年（明治38年）- 1月12日 連合艦隊参謀長兼第一艦隊参謀長
- 1906年（明治39年）- 1月8日 海軍次官
- 1907年（明治40年）- 5月31日 海軍省司法局長欠員中同職事務取扱[12]
- 1908年（明治41年）- 2月5日 昇叙 高等官一等[13]、8月28日 海軍中将に進級
- 1909年（明治42年）- 12月1日 呉鎮守府司令長官[14]
- 1913年（大正2年）- 12月1日 第一艦隊司令長官
- 1915年（大正4年）- 8月10日 第2次大隈内閣の海軍大臣に就任、8月28日海軍大将に進級
- 1918年（大正7年）- 9月29日 原内閣に海軍大臣として留任
- 1921年（大正10年）- 9月27日 ワシントン会議全権、11月13日 高橋内閣に海軍大臣として留任
- 1922年（大正11年）- 6月12日 大命降下、海軍大臣を兼任したまま第21代内閣総理大臣に就任
- 1923年（大正12年）- 5月15日海軍大臣を辞す、8月24日 死去、同日付けで子爵に陞爵、元帥府に列す、9月2日加藤友三郎内閣総辞職

## 栄典
位階
- 1883年（明治16年）12月25日 - 正八位[15]
- 1887年（明治20年）3月25日 - 従七位[16]
- 1891年（明治24年）12月16日 - 正七位[17]
- 1895年（明治28年）4月15日 - 従六位[18]
- 1898年（明治31年）3月8日 - 正六位[19]
- 1899年（明治32年）11月2日 - 従五位[20]
- 1904年（明治37年）10月6日 - 正五位[21]
- 1908年（明治41年）3月30日 - 従四位[22]
- 1910年（明治43年）4月30日 - 正四位[23]
- 1913年（大正2年）5月10日 - 従三位[24]
- 1916年（大正5年）5月20日 - 正三位[25]
- 1921年（大正10年）5月20日 - 従二位[26]
- 1923年（大正12年）8月24日 - 正二位[27]

爵位など
- 1920年（大正9年）9月7日 - 男爵[28]
- 1923年（大正12年）8月24日 - 元帥・子爵[27]

勲章など
| 受章年                     | 略綬 | 勲章名                 | 備考 |
| -------------------------- | ---- | ---------------------- | ---- |
| 1894年（明治27年）11月24日 |      | 勲六等瑞宝章           |      |
| 1895年（明治28年）9月27日  |      | 単光旭日章             |      |
| 1895年（明治28年）9月27日  |      | 功五級金鵄勲章         |      |
| 1895年（明治28年）11月18日 |      | 明治二十七八年従軍記章 |      |
| 1899年（明治32年）5月9日   |      | 勲五等瑞宝章           |      |
| 1901年（明治34年）12月28日 |      | 勲三等旭日中綬章       |      |
| 1902年（明治35年）5月10日  |      | 明治三十三年従軍記章   |      |
| 1905年（明治38年）11月30日 |      | 勲二等瑞宝章           |      |
| 1906年（明治39年）4月1日   |      | 功二級金鵄勲章         |      |
| 1906年（明治39年）4月1日   |      | 旭日重光章             |      |
| 1906年（明治39年）4月1日   |      | 明治三十七八年従軍記章 |      |
| 1913年（大正2年）11月28日  |      | 勲一等瑞宝章           |      |
| 1915年（大正4年）11月10日  |      | 大礼記念章（大正）     |      |
| 1916年（大正5年）7月14日   |      | 旭日大綬章             |      |
| 1916年（大正5年）7月14日   |      | 大正三四年従軍記章     |      |
| 1920年（大正9年）9月7日    |      | 旭日桐花大綬章         |      |
| 1920年（大正9年）9月7日    |      | 戦捷記章               |      |
| 1921年（大正10年）7月1日   |      | 第一回国勢調査記念章   |      |
| 1923年（大正12年）8月24日  |      | 大勲位菊花大綬章       |      |

外国勲章佩用允許
| 受章年                    | 国籍           | 略綬 | 勲章名                     | 備考 |
| ------------------------- | -------------- | ---- | -------------------------- | ---- |
| 1910年（明治43年）3月14日 | ロシア帝国     |      | 神聖アンナ第一等勲章       |      |
| 1910年（明治43年）4月22日 | 大韓帝国       |      | 勲一等太極章               |      |
| 1916年（大正5年）1月17日  | ロシア帝国     |      | 白鷲勲章                   |      |
| 1918年（大正7年）12月6日  | 支那共和国     |      | 一等大綬宝光嘉禾章         |      |
| 1920年（大正9年）4月29日  | ギリシャ王国   |      | ジョルジュ第一世第一等勲章 |      |
| 1920年（大正9年）12月22日 | アメリカ合衆国 |      | 海軍殊勲章                 |      |

## 伝記
- 加藤元帥伝記編纂委員会編『元帥 加藤友三郎伝』
  - 復刻版（「歴代総理大臣伝記叢書13」ゆまに書房、2006年）ISBN 4843317918
- 豊田穣『蒼茫の海 軍縮の父 提督加藤友三郎の生涯』（プレジデント社、1983年）
  - 『蒼茫の海 海軍提督 加藤友三郎の生涯』（集英社文庫、1989年）ISBN 4087494772
  - 『蒼茫の海 提督加藤友三郎の生涯』（光人社NF文庫、2016年）ISBN 9784769829515
  - 『豊田穣戦記全集 第16巻』（光人社、1993年）に収む。
- 新井達夫『日本宰相列伝 9 加藤友三郎』（時事通信社、1985年）ISBN 4788785595
  - 初版 <三代宰相列伝>時事通信社、1958年
- 田辺良平『わが国の軍備縮小に身命を捧げた加藤友三郎』（春秋社、2004年）
- 西尾林太郎『加藤友三郎』（吉川弘文館<人物叢書>、2024年）ISBN 9784642053174

## 関連作品
映画
- 明治天皇と日露大戦争（1957年）- 演：天城竜太郎
- 日本海大海戦（1969年）- 演：加藤武

ドラマ
- 海は甦える（TBS、1977年8月29日）- 演：横森久
- 熱い嵐（TBS、1979年）- 演：須賀不二男
- 海にかける虹〜山本五十六と日本海軍（テレビ東京、1983年1月2日）- 演：阿川弘之
- 坂の上の雲（NHK総合、2009年〜2011年）- 演：草刈正雄
- 青天を衝け（NHK大河ドラマ、2021年）- 演：大森嘉之

小説
- 歴史は眠らない（俺にも、こんな時代があったのだ）- 著：穂高健一